# South Kesteven
South Kesteven este un district ne-metropolitan situat în Regatul Unit, în comitatul Lincolnshire din regiunea East Midlands, Anglia.

## Orașe din district
- Bourne
- Grantham
- Market Deeping
- Stamford

## Vedeți și
1. ↑   https://ons.maps.arcgis.com/home/item.html?id=a79de233ad254a6d9f76298e666abb2b Lipsește sau este vid: |title= (ajutor)